# Guillaume de Lamoignon

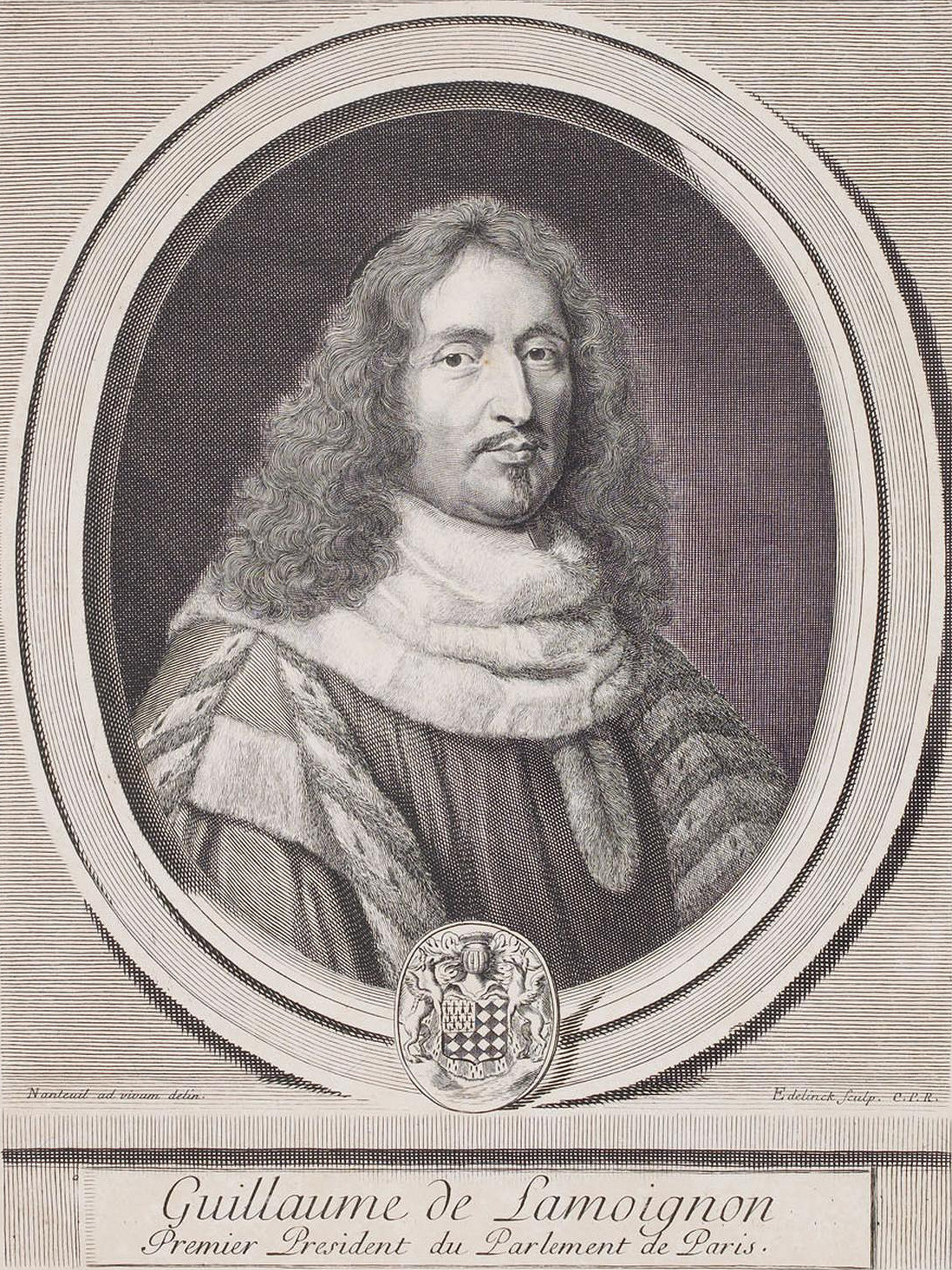
Guillaume de Lamoignon

Guillaume de Lamoignon (ur. 20 października 1617, zm. 10 grudnia 1677) - markiz de Basville, francuski prawnik, sędzia parlamentu paryskiego, autor prac zmierzających do kodyfikacji zwyczajowego prawa francuskiego.
Od 1644 piastował wysokie funkcje w sądzie królewskim - parlamencie Paryża, aż do stanowiska prezesa parlamentu. Angażował się politycznie w czasie frondzie parlamentarnej przeciwko Mazariniemu. Propagował tezy kościoła gallikańskiego. Brał udział w sporach wokół jansenistów i "Prowincjałek" Pascala.